# 本宫宏志
本宮宏志（日语：本宮 ひろ志、本名：本宮 博、1947年6月25日—）是日本的漫畫家。出身於千葉縣千葉市，代表作有《國家燃燒》、《上班族金太郎》、《天地吞食》、《赤龍王》、《男兒當大將》、《硬派銀次郎》、《真田十勇士》、《战国传奇 柳生宗矩》、《我的天空》等等......，其妻森田順子也是漫畫家。

## 年表
- 1965年 - 《遠い島影》首次亮相。
- 1968年 - 《男兒當大將（日语：男一匹ガキ大将）》在週刊少年Jump開始連載。
- 1969年 - 《男兒當大將（日语：男一匹ガキ大将）》改編為動畫。
- 1970年 - 《男兒當大將（日语：男一匹ガキ大将）》改編為劇場版電影。
- 1973年 - 《春雷》在週刊少年Jump開始連載。
- 1975年 - 《我的天空（日语：俺の空）》在週刊少年Jump開始連載。
- 1977年 - 《我的天空（日语：俺の空）》改編為劇場版電影。
- 1978年 - 《さわやか万太郎》在週刊少年Jump開始連載。
- 1979年 - 《男樹（日语：男樹）》在Big Comic開始連載。
- 1980年 - 在報紙上突然提出休筆宣言。
- 1981年 - 《春天爛漫》在週刊少年Jump開始連載。
- 1991年 - 以《おたくの星座》製作FC遊戲機的角色扮演遊戲。
- 1994年 - 《上班族金太郎》在週刊YOUNG JUMP開始連載。
- 1999年 - 《上班族金太郎》於TBS電視台改編為電視劇。
- 2001年 - 《战国传奇（日语：猛き黄金の国）》透過寶塚歌劇團搬上舞台演出。
- 2004年 - 《國家燃燒（日语：国が燃える）》第87話與第88話反映了侵華日軍滅絕人寰的南京大屠殺事件[1]，在日本遭一部份讀者、學者、右翼人士與政治人物抗議[1]。在2016年出版的單行本第9集（最後一集）刪除了這兩話的內容。
- 2008年 - 《上班族金太郎》於10月經朝日電視台再次改編為電視劇。
- 2011年 - 《我的天空〈刑事編〉》經朝日電視台改編為電視劇，同時在Business Jump再次開始連載。

## 作品列表
- 《男兒當大將（日语：男一匹ガキ大将）》
- 《さわやか万太郎》
- 《硬派銀次郎（日语：硬派銀次郎）》
- 《男樹（日语：男樹）》
- 《天地吞食》（吞食天地）
- 《赤龍王（日语：赤龍王）》
- 《上班族金太郎》（サラリーマン金太郎）
- 《我的天空（日语：俺の空）》
- 《國家燃燒（日语：国が燃える）》
- 《真田十勇士》
- 《晝寢太郎（日语：昼まで寝太郎）》
- 《战国传奇 柳生宗矩（日语：猛き黄金の国 柳生宗矩）》
- 《战国传奇 斎藤道三（日语：猛き黄金の国 道三）》
- 《战国传奇（日语：猛き黄金の国）》
- 《実録たかされ》
- 《風の陣》
- 《幕末紅蓮隊（日语：幕末紅蓮隊）》
- 《喝 風太郎!!》
- 《雲吞天地（日语：雲にのる）》

## 自傳
- 《天然漫畫家》（2001年、集英社。ISBN 4-08-780335-X）

## 關聯人物
- 岡村善行
- 西村繁男（日语：西村繁男）
- 田原成貴（日语：田原成貴）
- 炭谷銀仁朗
- 北芝健（日语：北芝健）

### 助手
- 江川達也
- プリティ長嶋
- 那須輝一郎
- 前川K三
- 猿渡哲也（日语：猿渡哲也）
- 能田茂（日语：能田茂）
- 車田正美
- 金井たつお
- 高橋よしひろ
- 和田たつみ

## 腳注
- 『同期生 「りぼん」が生んだ漫画家三人が語る45年』「第２章もりたじゅん」P136-140 集英社新書 2012年
- 2014年1月11日「ブラマヨとゆかいな仲間たち　アツアツ！」
- 『北斗の拳』原作者・武論尊が語る自衛隊時代、そして、恩人ちばあきおに伝えられなかった言葉 日刊サイゾー 2013年7月18日付
- 「週刊ヤングジャンプ」2007年23号
- 『天然まんが家』（自伝）より
- a b 『同期生 「りぼん」が生んだ漫画家三人が語る45年』「第２章もりたじゅん」集英社新書 2012年 P.137・145-148
- INLIFE 男の履歴書　本宮ひろ志
- ネット上に出回る芸能界と暴力団の"蜜月"の確かな証拠
- 日曜劇場「サラリーマン金太郎3」TBS公式サイト（インターネットアーカイブ）
- ｢サラ金｣で克典VS一茂スポニチアネックス（インターネットアーカイブ）
- フジテレビ「トリビアの泉 〜素晴らしきムダ知識〜」2005年7月20日放映より

## 外部連結
- サラリーマン金太郎 本宮ひろ志WORLD - 公式携帯サイト。（日語）
- NTTソルマーレ｜定額本宮ひろ志魂（日語）

1. 1 2  . 47NEWS. 共同通信社. 2004-10-08  [2012-11-23].[]